# محمود احمدی بیغش
محمود احمدی بیغش (زادهٔ ۱۳۴۱ در شهرری) نظامی و سیاستمدار ایرانی است. وی نماینده حوزه انتخابیه شازند در دوره هشتم و یازدهم مجلس شورای اسلامی بوده‌است.
وی در 2 دوره نمایندگی عضو کمیسیون امنیت ملی و سیاست خارجی مجلس شورای اسلامی بوده‌است.  
وی مدت نیز استاندار خراسان شمالی در دولت دهم بود.او برای دوره نهم انتخابات مجلس شورای اسلامی رد صلاحیت شد و پس از آن بود که استاندار خراسان شمالی شد.  
احمدی بیغش در دوره یازدهم انتخابات مجلس شورای اسلامی تأیید صلاحیت گردید و در انتخابات مجلس با کسب بالای 50 درصد آرا نماینده مردم  شازند شد.محمود احمدی بیغش نیز در انتخابات دوازدهمین دوره مجلس شورای اسلامی توسط شورای نگهبان رد صلاحیت شد. 
احمدی بیغش ۱۱ خرداد ۱۴۰۳ در انتخابات زودهنگام ریاست‌جمهوری ثبت‌نام کرد. وی نیز صلاحیتش  توسط شورای نگهبان رد شد.